# إسماعيل سرهنك
الأميرلاي إسماعـيل سرهنك باشا، (1854 - 1924)، إسماعيل سرهنك بن عبد الله ضابط ومؤرخ مصري. خدم في البحرية المصرية. ألف كتاب تاريخي مهم اسمه «حقائق الأخبار عن دول البحار» (1896 - 1923) وكتاب «تاريخ الدولة العثمانية» 

## نبذة
فريق بالجيش المصري، أصل والده من جزيرة كريت ولد بمصر في سنـة 1269 هـ، الموافق 22 ديسمبر 1852م، ونشأ بها وتعلم كثيراً من اللغات الغربية كالإنكليزية والفرنسية والإيطالية، والروسية، وتولى نظارة المدارس الحربية، ثم أصبح وكيلاً لوزارة الحربية.
من مؤلفاته:
- حقائق الأخبار عن دول البحار في ثلاثة أجزاء.
- تاريخ الدولة العثمانية،
- تاريخ دول المغرب [4]
- له شارع باسمه في الإسكندرية